# Eduardo Cortázar
Eduardo Manuel Cortázar Gatica (Chillán, Chile, 21 de diciembre de 1947) es un exfutbolista profesional chileno, que jugaba de mediocampista y actualmente es director técnico.

## Trayectoria

### Como futbolista
Formado en las inferiores de Ñublense, comienza su carrera de futbolista profesional en 1964, debutando a los 16 años, como delantero centro, en un partido contra Colchagua. Después cambió su posición en la cancha a mediocampista, y vistió las camisetas de los clubes Green Cross-Temuco, Deportes La Serena, Unión Española, Universidad de Chile (junto a Jorge Socías, Arturo Salah y Manuel Pellegrini entre otros) y Rangers de Talca, para luego retornar a Green Cross-Temuco, donde estuvo hasta 1981. En 1982 regresaría a Ñublense, donde terminaría su trayectoria como jugador en 1983, en la Segunda División. 
Como jugador tuvo una particularidad, fue capitán en todos los equipos que estuvo.

### Como entrenador
Como técnico su trayectoria es más amplia, ha dirigido clubes como Naval, Deportes Temuco en 2 períodos, Colchagua (3 veces), Ñublense (2 períodos), Deportes Concepción, Curicó Unido (3 etapas) y Fernández Vial (3 etapas). 
Dirigió a Fernández Vial entre 1991 y 1992, en lo que fue la última etapa del equipo aurinegro en la primera división. En 1991 logró clasificar a la Liguilla Pre-Libertadores, plantel que se desarmó al año siguiente, terminando en la última posición del torneo de 1992 y descendiendo a la Primera B.
En 1993 dirigió Coquimbo Unido, sin embargo, dejó el club aurinegro tras una derrota contra Unión Española por Copa Chile, no alcanzando a dirigir por el torneo nacional. 
En 1994 llegó a Deportes Temuco, y en el torneo de Primera División 1995 fue el equipo revelación, rematando en cuarto lugar, clasificando a la Liguilla Pre-Libertadores de aquel año, junto a Colo-Colo, Cobreloa y Universidad Católica (ganador del mini torneo y clasificado a la Copa Libertadores 1996). En el siguiente torneo, la campaña fue nefasta y Temuco inició una crisis que lo tuvo salvándose del descenso en la Liguilla de Promoción ante Cobresal, cuando Cortázar ya había sido despedido y reemplazado por Jorge Garcés.
En 2005 dirigió en la segunda parte del campeonato de Tercera División a Curicó Unido, consiguiendo el gran logro de ascender a la Primera B como campeón, tras 15 años consecutivos del club en dicha categoría, además de ser el primer título en la historia del equipo albirrojo. El año 2006, Eduardo Cortázar dirigió al Curi en el primer semestre, hasta que en agosto de ese año fue despedido del cargo, en una campaña en la que Curicó acabó sexto en la tabla.
En 2011 vuelve a dirigir tanto a Deportes Temuco como a Curicó Unido. En el primero, tomó la banca reemplazando a Sergio Vargas, y fue el encargado de salvar a los "Albiverdes" de caer a la Tercera B, en la Liguilla de Descenso Zona Sur de la Tercera A. En los curicanos también agarra el mando en una mala etapa del club, en donde peligraban bajar a la Tercera División; finalmente, Curicó Unido se salvó en la penúltima fecha.
Su último trabajo como director técnico fue en Colchagua, entre octubre de 2015 y febrero de 2016.
En la actualidad se encuentra radicado en Temuco, como supervisor de talleres deportivos en la Municipalidad.

## Selección nacional
Fue internacional con la Selección de fútbol de Chile, jugando 1 partido internacional, en 1970, contra la selección brasileña, en el Estadio Maracaná de Río de Janeiro. También formó parte de la prenómina para el Mundial de 1974, pero no fue nominado a la Copa jugada en Alemania Occidental.

#### Partidos internacionales
| Partidos internacionales | Partidos internacionales | Partidos internacionales                 | Partidos internacionales | Partidos internacionales | Partidos internacionales | Partidos internacionales | Partidos internacionales | Partidos internacionales | Partidos internacionales |
| N.º                      | Fecha                    | Estadio                                  | Local                    | Resultado                | Visitante                | Goles                    | Asistencias              | DT                       | Competición              |
| ------------------------ | ------------------------ | ---------------------------------------- | ------------------------ | ------------------------ | ------------------------ | ------------------------ | ------------------------ | ------------------------ | ------------------------ |
| 1                        | 26 de marzo de 1970      | Estadio Maracaná, Río de Janeiro, Brasil | Brasil                   | 2-1                      | Chile                    |                          |                          | Francisco Hormazábal     | Amistoso                 |
| Total                    | Total                    | Total                                    | Presencias               | 1                        | Goles                    | 0                        |                          |                          |                          |

| Selección chilena | Selección chilena | Selección chilena |
| Año               | Partidos          | Goles             |
| ----------------- | ----------------- | ----------------- |
| 1970              | 1                 | 0                 |
| Total             | 1                 | 0                 |

## Clubes

### Como jugador
| Club                 | País  | Año       |
| -------------------- | ----- | --------- |
| Ñublense             | Chile | 1964-1967 |
| Green Cross-Temuco   | Chile | 1968-1972 |
| Deportes La Serena   | Chile | 1973      |
| Unión Española       | Chile | 1974      |
| Universidad de Chile | Chile | 1974-1975 |
| Rangers              | Chile | 1976      |
| Green Cross-Temuco   | Chile | 1977-1981 |
| Ñublense             | Chile | 1982-1983 |

### Como entrenador
| Club                  | País  | Año       |
| --------------------- | ----- | --------- |
| Naval                 | Chile | 1988      |
| Arturo Fernández Vial | Chile | 1991-1992 |
| Coquimbo Unido        | Chile | 1993      |
| Deportes Temuco       | Chile | 1994-1996 |
| Arturo Fernández Vial | Chile | 1996-1997 |
| Ñublense              | Chile | 1998      |
| Ñublense              | Chile | 1999      |
| Ñublense              | Chile | 2002      |
| Deportes Concepción   | Chile | 2003      |
| Arturo Fernández Vial | Chile | 2003      |
| Curicó Unido          | Chile | 2005-2006 |
| Deportes Temuco       | Chile | 2011      |
| Curicó Unido          | Chile | 2011      |
| Colchagua             | Chile | 2012      |
| Curicó Unido          | Chile | 2012      |
| Colchagua             | Chile | 2013      |
| Colchagua             | Chile | 2015-2016 |

## Palmarés

### Campeonatos nacionales
| Título           | Club         | País  | Año  |
| ---------------- | ------------ | ----- | ---- |
| Tercera División | Curicó Unido | Chile | 2005 |